# 琴まりえ
琴 まりえ（こと まりえ、1978年11月14日 - ）は、元宝塚歌劇団星組の娘役。
兵庫県神戸市、神戸野田高等学校出身。身長160cm。愛称は「ことこと」、「ゆうこ」。

## 来歴
1995年、宝塚音楽学校入学。
1997年、宝塚歌劇団に83期生として入団。入団時の成績は13番。雪組公演「仮面のロマネスク／ゴールデン・デイズ」で初舞台。
1998年、組まわりを経て星組に配属。
ダンスの得意な娘役として注目を集め、2001年、稔幸・星奈優里トップコンビ退団公演となる「ベルサイユのばら2001」で、新人公演初ヒロイン。マリー・アントワネット役を演じる。
2002年の「プラハの春」で2度目の新人公演ヒロイン。
2004年の「花のいそぎ」（バウホール・日本青年館公演）で、バウホール・東上公演初ヒロイン。
その後も洗練されたダンス、演技でファンを魅了したが、2010年3月21日、「ハプスブルクの宝剣／BOLERO」東京公演千秋楽をもって、宝塚歌劇団を退団。
退団後の同年、広島東洋カープ投手の今井啓介と結婚。

## 宝塚歌劇団時代の主な舞台

### 初舞台
- 1997年3 - 5月、雪組『仮面のロマネスク』『ゴールデン・デイズ』（宝塚大劇場のみ）

### 組まわり
- 1997年8月、星組『誠の群像』『魅惑II』（東京宝塚劇場のみ）
- 1997年11月、月組『EL DORADO』（東京宝塚劇場のみ）

### 星組時代
- 1998年1月、『Elegy 哀歌』（東京特別）白い手のイゾルデ
- 1999年2月、『WEST SIDE STORY』新人公演：エニーボディズ（本役：美椰エリカ）
- 1999年8月、『夢・シェイクスピア -夏の夜の夢-』（バウ・東京特別）セリー
- 2000年1月、『Love Insurance』（ドラマシティ・東京特別）ジム
- 2000年6月、『宝塚 雪・月・花／サンライズ・タカラヅカ』（ベルリン）
- 2000年10月、『花吹雪 恋吹雪』（バウ・東京特別）梢
- 2001年1月、『花の業平 -忍ぶ乱れ-／夢は世界を駆け翔けめぐる -THE WORLD HERITAGE 2001-』伊勢斎宮恬子、新人公演：とね（本役：陽色萌）[4]
- 2001年3月、『ベルサイユのばら2001 -オスカルとアンドレ編-』カトリーヌ、新人公演：マリー・アントワネット（本役：星奈優里） 新人公演初ヒロイン[6][5][4]
- 2001年6月、『風と共に去りぬ』（全国ツアー）メイベル
- 2001年10月、『星組エンカレッジコンサート』（バウ）
- 2001年11月、『花の業平 -忍ぶ乱れ-／サザンクロス・レビューII』伊勢斎宮恬子、新人公演：とね（本役：陽色萌）
- 2002年2月、『花の業平 -忍ぶ乱れ-／サザンクロス・レビューII』（中日）伊勢斎宮恬子
- 2002年4月、『プラハの春／LUCKY STAR』ズザナ、新人公演：カテリーナ（本役：渚あき） 新人公演ヒロイン[6][5]
- 2002年9月、『蝶・恋（ディエ・リエン）／サザンクロス・レビュー・イン・チャイナ』（北京・上海・広州）
- 2002年11月、『ガラスの風景／バビロン -浮遊する摩天楼-』新人公演：リーザ・クレマン（本役：秋園美緒）
- 2003年7月、『王家に捧ぐ歌』囚人フィブラーイル、新人公演：ファトマ（本役：万里柚美）
- 2003年12月、『永遠の祈り -革命に消えたルイ17世-』（ドラマシティ・東京特別）アルビール
- 2004年2月、『1914 愛／タカラヅカ絢爛』ロロット
- 2004年7月、『花のいそぎ』（バウ・東京特別）三の君 バウ・東上初ヒロイン[7][4]
- 2004年10月、『花舞う長安 -玄宗と楊貴妃-／ロマンチカ宝塚 04 －ドルチェヴィータ!-』紅蘭
- 2005年2月、『王家に捧ぐ歌』（中日）囚人ヤナーイル
- 2005年3月、真飛聖ディナーショー『Sky Blue』
- 2005年5月、『長崎しぐれ坂／ソウル・オブ・シバ!!』桃羽
- 2005年9月、『ベルサイユのばら／ソウル・オブ・シバ!!』（全国ツアー）ロザリー
- 2005年11月、『ベルサイユのばら／ソウル・オブ・シバ!!』（韓国）ロザリー
- 2006年1月、『ベルサイユのばら -フェルゼンとマリー・アントワネット編-』ミレイユ
- 2006年4月、『Across』（ドラマシティ・東京特別）
- 2006年6月、『コバカバーナ』（梅田芸術劇場）ジンジャー
- 2006年8月、『愛するには短すぎる／ネオ・ダンディズム! －男の美学－』リリー
- 2006年12月、『ヘイズ・コード』（ドラマシティ・東京特別）ミルドレット・マカドゥ
- 2007年3月、『さくら／シークレット・ハンター』ブリジッド
- 2007年8月、『シークレット・ハンター／ネオ・ダンディズム!II』ブリジッド 初エトワール
- 2007年11月、『エル・アルコン-鷹-／レビュー・オルキス』ペネロープ・ギャレット
- 2008年3月、『赤と黒』（ドラマシティ・東京特別・名古屋特別）デルヴィール夫人
- 2008年6月、『THE SCALET PINPERNEL』シュザンヌ
- 2008年11月、『外伝ベルサイユのばら -ベルナール編-』ランベスク夫人 エトワール
- 2009年2月、『My dear New Orleans -愛する我が街-／ア ビヤント（a bientot）』セリー
- 2009年6月、『太王四神記　Ver.II -新たなる王の旅立ち-』パソン
- 2009年10月、『再会／ソウル・オブ・シバ!!』（全国ツアー）フローレンス
- 2010年1月、『ハプスブルクの宝剣／BOLERO -ある愛の詩-』ドロテーア 退団公演[3]